# Cinta Makmur
Cinta Makmur/UPT VI is een bestuurslaag in het regentschap Aceh Utara van de provincie Atjeh, Indonesië. Cinta Makmur/UPT VI telt 588 inwoners (volkstelling 2010).